# هارد روك

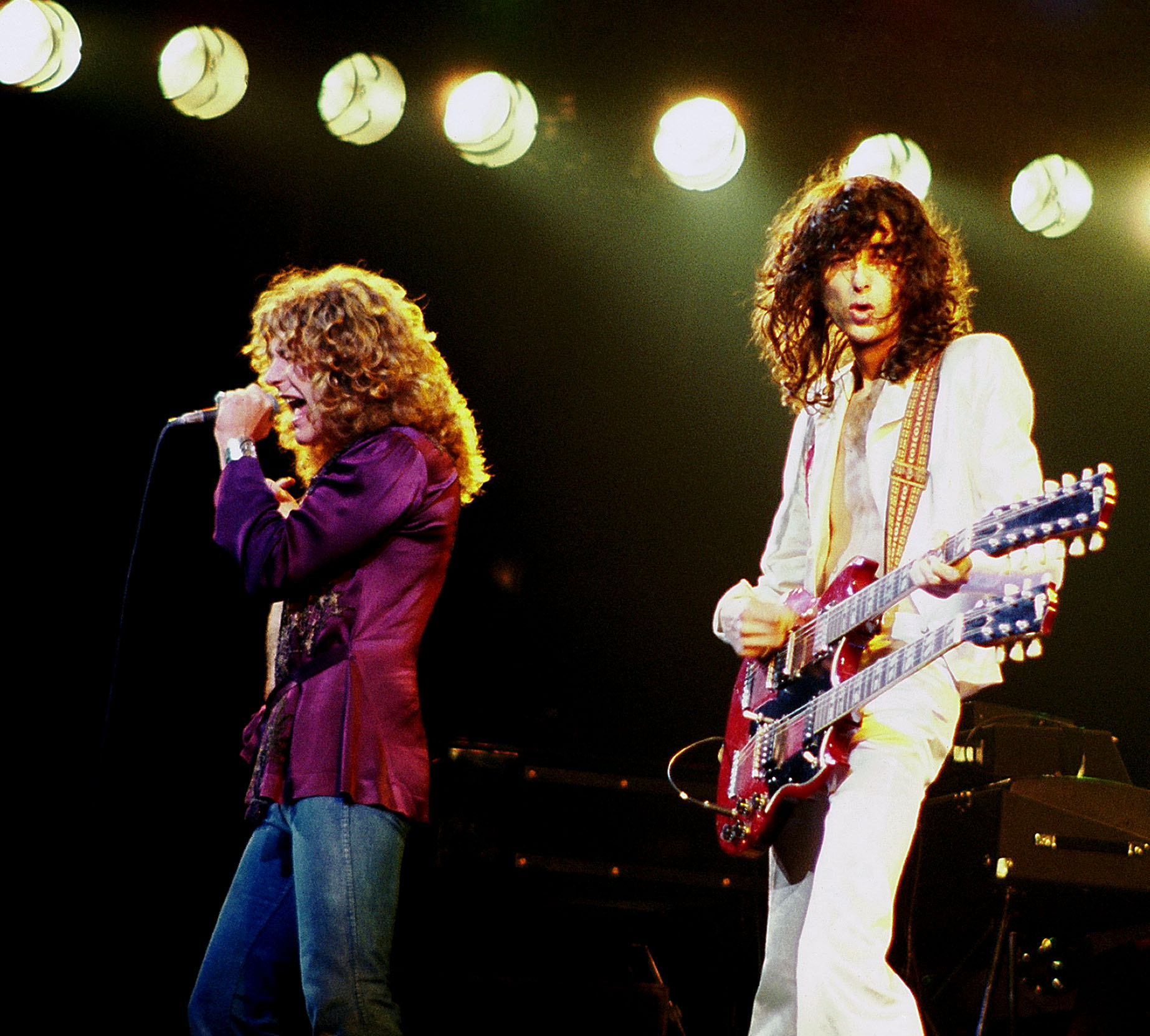

هارد روك Hard rock عبارة عن نوع من الموسيقى الغربية المشتقة من موسيقا الروك، بدأ في منتصف ستينيات القرن الماضي .
يمكن تمييز موسيقا الهارد روك من اللحن الصاخب نوعاً ما للجيتار الكهربائي وغيتار البيس ودرامز وأحياناً بيانو وأورغ
ومن أشهر فرق التي قامت بطوير موسيقى الهارد روك لد زبلين Led Zeppelin ورولينغ ستونز Rolling Stones وأيه سي/دي سي وجنز اند روزيس Guns and Roses.
in clothes : hard rock clothes its very special like blue jeans; jeans jakett and t-shirt of the hard rock or heavy metal bands for mans ; about the girls its the same but usully they use a heavy make up and black hair or red one